# Višneva

Višneva (em bielorrusso:  Ві́шнева; em russo:  Вишнево, Višnevo; em polonês/polaco:  Wiszniew) é uma vila do voblast de Minsk, Bielorrússia, junto à fronteira com a Lituânia.
O ex-presidente de Israel, Shimon Peres, nasceu nesta vila em 2 de agosto de 1923.
Entre 1921 e 1939 a vila foi parte da Segunda República Polaca na voivodia de Nowogródek. Em 1907 Višneva contava com 2 650 habitantes, dos quais 1 863 eram judeus. Todavia, depois da Segunda Guerra Mundial toda a população judaica desapareceu, a maior parte exterminada pelos nazistas e outro grupo que emigrou.